# 21728 Zhuzhirui
A 21728 Zhuzhirui (ideiglenes jelöléssel 1999 RH136) a Naprendszer kisbolygóövében található aszteroida. A LINEAR projekt keretében fedezték fel 1999. szeptember 9-én.